# Kazaščina
Kazáščina (kazaško qazaq tili,  қазақ тілі, قازاق ٴتىلى‎ [qɑzɑq tˈlə]) je turški jezik, zelo soroden nogajščini in karakalpaščini.
Je aglutinativni jezik, kjer se besede tvorijo s kombiniranjem končnic, pri čemer uporablja vokalno harmonijo.
Do leta 1929 se je za kazaščino večinoma uporabljala arabska abeceda, nato pa je sovjetski režim vsilil menjavo za cirilico. Po zakonu iz leta 2017 bo kazaščina do leta 2025 cirilico opustila in jo zamenjala z latinico.